# 1972 (szám)
Az 1972 (római számmal: MCMLXXII) az 1971 és 1973 között található természetes szám.

## A matematikában
A tízes számrendszerbeli 1972-es a kettes számrendszerben 11110110100, a nyolcas számrendszerben 3664, a tizenhatos számrendszerben 7B4 alakban írható fel.
Az 1972 páros szám, összetett szám. Kanonikus alakja 22 · 171 · 291, normálalakban az 1,972 · 103 szorzattal írható fel. Tizenkét osztója van a természetes számok halmazán, ezek növekvő sorrendben: 1, 2, 4, 17, 29, 34, 58, 68, 116, 493, 986  és 1972.
Az 1972 egyetlen szám valódiosztóösszeg-függvényeként sem áll elő, ezért érinthetetlen szám.